# Deutsche Botschaft Riad
Die Deutsche Botschaft Riad ist die diplomatische Vertretung der Bundesrepublik Deutschland im Königreich Saudi-Arabien.

## Lage und Gebäude
Das Botschaftsgelände mit Kanzlei und Residenz des Botschafters liegt im Diplomatenviertel Al Safarat der saudi-arabischen Hauptstadt Riad. In direkter Nachbarschaft befinden sich die Vertretungen von Japan, der Schweiz und Irland. Die Straßenadresse lautet: Abdullah Alsahmi St, Al Safarat, Riyadh 12513, Saudi-Arabien.
Das Außenministerium liegt rund 17 km nordöstlich und ist in der Regel in 20 Minuten erreichbar. Der Flughafen Riad liegt 46 km nördlich; eine Fahrtzeit von einer guten halben Stunde ist anzusetzen.
Die zuvor in Dschidda befindlichen diplomatischen Vertretungen in Saudi-Arabien wurden in den 1970er Jahren in das neu angelegte Botschaftsviertel der Hauptstadt Riad verlegt. Zwischen 1985 und 1987 wurden die Baulichkeiten der deutschen Vertretung aus beigem, bossiertem Wüstensandstein errichtet. Es handelt sich um eine dreigeschossige Kanzlei, eine zweigeschossige Residenz sowie 21 Dienstwohnungen. Die traditionelle ortstypische Bauweise – nach außen abgeschirmte Baukörper, mehrschalige Wände und Dächer sowie schattenspendende Arkaden und Pergolen – sollte helfen, den extremen klimatischen Bedingungen in Riad gerecht zu werden. Den Entwurf für den Bau erledigte der Berliner Architekt Kurt Schentke. 
Als Kunst am Bau wurden zwischen 1985 und 1987 folgende Werke installiert:
- Erich Reusch: Brunnenanlage, Bronze
- Karl Schlamminger: Brunnenanlage, Steinkaskade
- Wilhelm Buschulte: Prismenglasfenster
- Hermann Gottfried: Glasfenster
- Gabriele Grosse: Dünenhorizonte, Tapisseriebild

In den Jahren 2009 bis 2011 erfolgte ein Erweiterungsbau für den Publikumsverkehr, den Schalterbereich und die Büros der Visastelle der Botschaft. Die Unterbringung in einem eigenen Gebäude erlaubte einen vom Botschaftsgelände getrennten Zugang.

## Auftrag und Organisation
Die Deutsche Botschaft Riad hat den Auftrag, die deutsch-saudi-arabischen Beziehungen zu pflegen, die deutschen Interessen gegenüber der Regierung von Saudi-Arabien zu vertreten und die Bundesregierung über Entwicklungen in Saudi-Arabien zu unterrichten.
Die Botschaft gliedert sich in Referate für Politik, Wirtschaft, Kultur, Presse und Öffentlichkeitsarbeit. Es besteht ein Militärattachéstab. Der Bundesnachrichtendienst unterhält eine offizielle Residentur an der Botschaft.
Das Referat für Rechts- und Konsularangelegenheiten der Botschaft bietet konsularische Dienstleistungen für ansässige deutsche Staatsangehörige an. Die Visastelle des Referats stellt Einreisegenehmigungen für saudi-arabische Staatsangehörige aus. Der konsularische Amtsbezirk erstreckt sich auf die Provinzen Dschauf, Quasim, al-Scharqiya (Ostprovinz), Hail, al-Hudud al-Schamaliya (Nordgrenze), Riad.
Das Deutsche Generalkonsulat in Djidda nimmt die konsularischen Aufgaben und die Visa-Erteilung in den anderen Provinzen des Gastlands wahr.

## Geschichte
Die Bundesrepublik Deutschland eröffnete am 23. September 1955 eine Gesandtschaft in Djidda, die am 9. Juni 1959 in eine Botschaft umgewandelt wurde. Am 13. Mai 1965 kam es zum Abbruch der diplomatischen Beziehungen. Am 18. September 1973 wurde die Botschaft wieder eröffnet. Sie wurde am 16. März 1985 nach Riad verlegt.